# Gorm von Dänemark

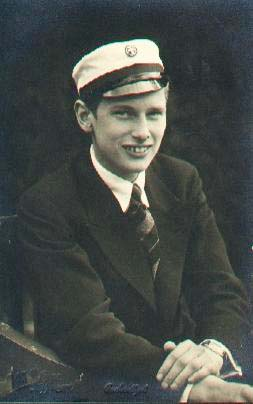
Prinz Gorm von Dänemark

Prinz Gorm Christian Frederik Hans Harald von Dänemark (* 24. Februar 1919 auf Jaegersborghus in Gentofte, Kopenhagen; † 26. Dezember 1991 in Kopenhagen) war ein Mitglied der dänischen Königsfamilie und damit Angehöriger des Hauses Schleswig-Holstein-Sonderburg-Glücksburg, einer Nebenlinie des Hauses Oldenburg. 

## Herkunft und Familie
Prinz Gorm war das vierte Kind von Prinz Harald von Dänemark und seiner Frau Prinzessin Helena von Schleswig-Holstein-Sonderburg-Glücksburg. Seine Großeltern väterlicherseits waren der dänische König Friedrich VIII. und Königin Louise. Prinz Gorm hatte vier Geschwister. Seine Schwester Caroline-Mathilde bildete mit ihrem Mann Prinz Knut ab 1947 das Thronfolgerpaar, bis 1953 eine Änderung der Thronfolgeregelung zugunsten der heute regierenden Königin Margrethe II. eintrat. Prinz Gorms Eltern besaßen zunächst Jaegersborghus, ein stattliches Herrenhaus in der Kopenhagener Vorstadt Gentofte. Später lebte die Familie in einer Villa im Kopenhagener Villenviertel Ryvangen.

## Leben
Nach dem Abitur am Østersøgades Gymnasium leistete Prinz Gorm seine Wehrpflicht bei der königlichen Leibgarde ab. Anschließend durchlief er die Offizierschule des dänischen Heeres. In späteren Jahren betätigte er sich als Geschäftsmann und Landwirt.
Während der Zeit der deutschen Besatzung in Dänemark im Zweiten Weltkrieg ging Prinz Gorm nach Schweden und schloss sich dort der Danska brigaden (deutsch „Dänische Brigade“) an. Diese militärische Einheit wurde von dänischen Offizieren geführt und verfolgte das Ziel, Dänemark von der deutschen Besatzung zu befreien. Damit ging Prinz Gorm im Zweiten Weltkrieg einen ganz anderen Weg als seine aus Deutschland stammende Mutter, Prinzessin Helena, die mit den deutschen Besatzern sympathisierte und deshalb bei Kriegsende für zwei Jahre des Landes verwiesen wurde.
Prinz Gorm führte ein stilles und zurückgezogenes Leben. Er blieb unverheiratet und hat keine Nachkommen. Er war Träger des Elefanten-Ordens.